# Bianca Censori
Bianca Censori (n. 5 ianuarie 1995, Melbourne, Victoria, Australia) este o arhitectă și model australiană.

## Biografie
Censori a urmat cursurile Carey Baptist Grammar School⁠(d) din Melbourne și are o licență și un master în arhitectură de la Universitatea din Melbourne. A fost studentă arhitect la DP Toscano Architects cu sediul în Collingwood, Victoria⁠(d). Censori a creat brandul Nylons Jewelry după absolvirea liceului. Censori este în prezent șefă de arhitectură Yeezy și compania de îmbrăcăminte West.

## Viață personală
Pe 7 decembrie 2022, Kanye West a lansat o melodie inspirată de ea, intitulată „Censori Overload” pe Instagram.
S-a raportat că Censori s-a căsătorit în secret cu Kanye West în decembrie 2022, deși cuplul nu a solicitat o licență de căsătorie.
În septembrie 2023, poliția din Veneția, Italia, a investigat pe Kanye și Bianca pentru „acte contrare decenței publice”, după ce cuplul a postat fotografii cu ei înșiși pe un taxi pe apă, cu pantalonii lui West trași în jos și fesele expuse, iar capul Biancăi în poala lui. În ianuarie 2024, Kanye a spus pe contul său de Instagram că va fi „fără pantaloni” în 2024, iar în februarie 2024 s-au exprimat îngrijorări când a fost fotografiată în public, nud, cu excepția unei haine de ploaie transparente.
Bianca apare pe coperta albumului Vultures 1⁠(d) (2024), albumul de debut ¥$, un duo format din Kanye West și rapperul Ty Dolla $ign⁠(d).